# Scaër

Scaër este o comună în departamentul Finistère, Franța. În 1 ianuarie 2022 avea o populație de 5.197 de locuitori.